# 110-я отдельная гвардейская мотострелковая бригада
110-я отдельная гвардейская мотострелковая ордена Республики бригада (110 омсбр, в/ч 08826) — тактическое соединение Сухопутных войск Российской Федерации, ранее Народной милиции Донецкой Народной Республики.
Создана 15 августа 2015 года указом Главы ДНР Александра Захарченко.

## История

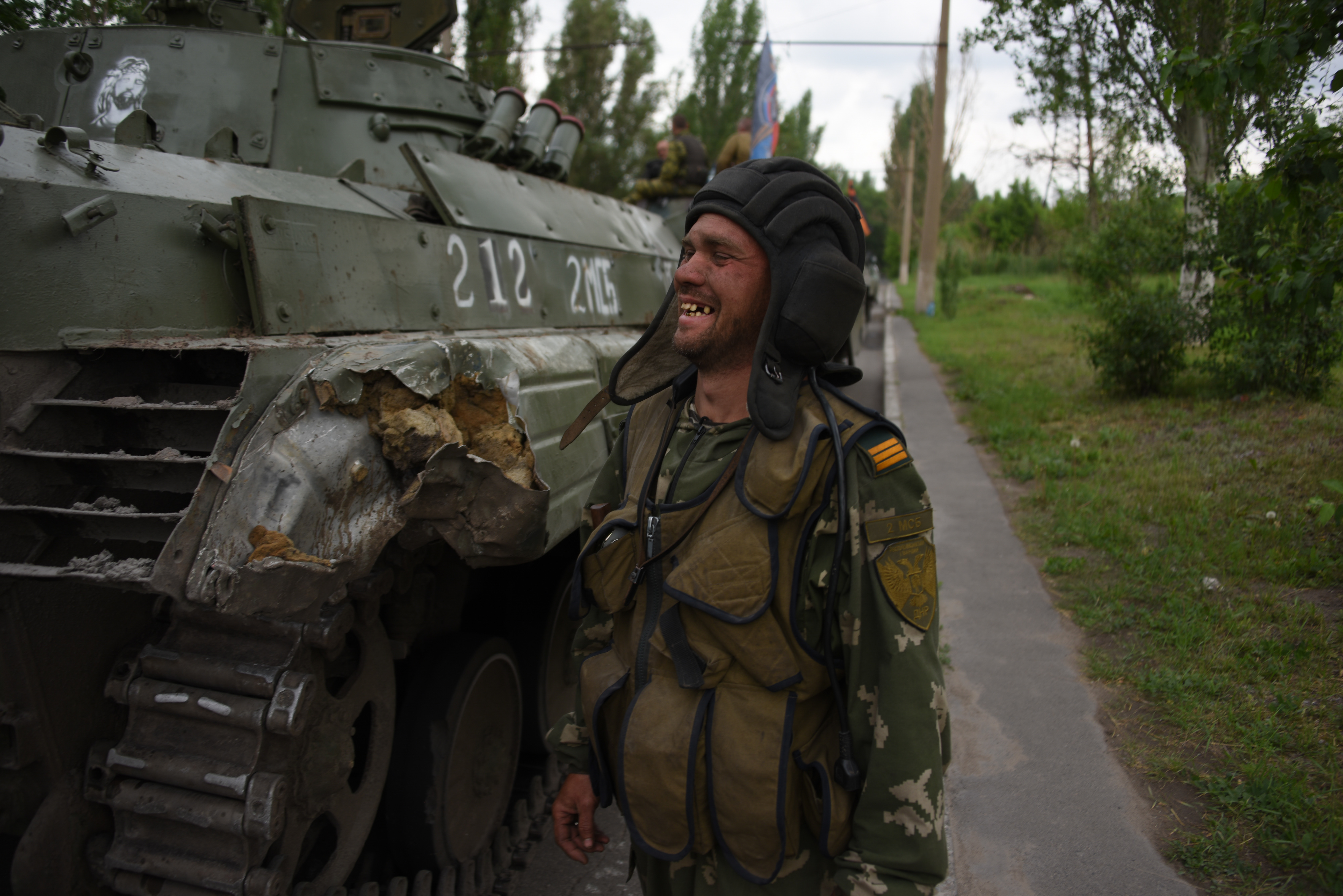
Боец Республиканской Гвардии ДНР с техникой в мае 2015 года

Предшественником соединения является Республиканская гвардия ДНР, образованная 12 января 2015 года указом Главы ДНР Александра Захарченко. Формирование Республиканской гвардии проходило во время Дебальцевской операции. 
15 августа 2015 года на основе бо́льшей части подразделений Республиканской гвардии ДНР была сформирована 100-я отдельная мотострелковая бригада. С этого дня 15 августа считается юбилейным днём воинской части. Соединение вошло в состав 1-го армейского корпуса НМ ДНР. 18 сентября 2015 бригаде вручили боевое знамя в торжественной обстановке.
Бригада принимала участие в боестолкновениях на западной окраине Донецка от Марьинки до Песок.
В январских боях 2017 года под Авдеевкой потери 1-го батальона 100-й бригады оцениваются в девять убитых и до тридцати раненых, среди которых был и комбат Иван Балакай по прозвищу «Грек».
28 августа 2020 года Денис Пушилин присвоил 100-му отдельному отряду «Купол» (в/ч 08826) почётное наименование «гвардейский» за массовый героизм и отвагу, стойкость и мужество, проявленные личным составом в боевых действиях по защите Донецкой Народной Республики.
11 декабря 2022 года 100-я отдельная мотострелковая бригада награждена орденом Республики. По состоянию на то время пятерым военнослужащим было присвоено звание Героя Донецкой Народной Республики.. В мае 2023 этим званием был посмертно награждён Иван Балакай, погибший под Авдеевкой в январе 2017.
После вхождения в состав ВС РФ 1 января 2023 г. номер изменён на 110-й.

## Особенности
Бойцы соединения носят голубые тельняшки и береты, свойственные Воздушно-десантным войскам Российской Федерации.